# Steven Hammell
Steven Hammell est un footballeur écossais, né le 18 février 1982 à Rutherglen en Écosse.

## Palmarès
- Motherwell
  - Finaliste de la Coupe de la Ligue : 2005
  - Finaliste de la Coupe d'Écosse : 2011

## Parcours entraîneur
- 2022-fév. 2023 : Motherwell